# Caseína cinasa 2, alfa 1
La caseína cinasa 213, alfa 70 (EC 2.7.11.1) es una enzima codificada en humanos por el gen HGNC CSNK2A1 .
La caseína cinasa 2 es una serina/treonina proteína cinasa que fosforila proteínas ácidas como la caseína. Esta proteína se dispone en forma de tetrámero y se compone de una subunidad alfa, una alfa prima y dos subunidades beta. La subunidad alfa contiene el sitio de actividad catalítica mientras que la subunidad beta se encarga de la autofosforilación. El gen CSNK2A1 codifica la subunidad alfa de este complejo y se localiza en el cromosoma 20, aunque se han descrito pseudogenes relacionados en el cromosoma 11. Se han encontrado tres variantes transcripcionales del gen que codifican dos isoformas diferentes de la proteína.

## Interacciones
La caseína cinasa 2, alfa 1 ha demostrado ser capaz de interaccionar con:
- CHEK1[4][5]
- FGF1[6]
- CDC25B[7]
- CREBBP[8]
- Factor de transcripción activador 2[8]
- c-Fos[8]
- MAPK14[9]
- RELA[10]
- PIN1[11]
- PLEKHO1[12]
- Caseína cinasa 2, beta[13][14][12][15][16]
- PTEN[17]
- ATF1[8]
- TAF1[18]
- UBTF[19]
- DDIT3[20]
- Factor de crecimiento de fibroblastos 2[6]
- APC[21]
- HNRPA2B1[22]
- c-Jun[8]